# Play-offs Nederlands voetbal 2022
De play-offs van het Nederlands voetbal in 2022 werden na afloop van de reguliere competitie gespeeld. Hierin streden 4 clubs uit de Eredivisie voor deelname aan de UEFA Europa Conference League. Daarnaast speelden een zevental clubs voor promotie/handhaving naar/in de Eredivisie. Tijdens deze wedstrijden was er ook een video-assistent (VAR) aanwezig. Tevens werden deze play-offs over twee wedstrijden per ronde gespeeld met als regel dat bij een gelijke stand over die twee wedstrijden er werd verlengd en eventueel overgaan werd op het nemen van strafschoppen. De uitdoelpuntenregel werd vanaf dit seizoen niet meer toegepast. De club met de hoogste classificatie speelde in de tweede wedstrijd thuis.
Daarnaast speelden een achttal clubs voor promotie/handhaving naar/in de Tweede divisie en een zestiental clubs voor promotie/handhaving naar/in de Derde divisie.

## Play-offs voor de UEFA Europa Conference League
Deze play-offs werden gespeeld door de nummers 5 tot en met 8 van de Eredivisie. Aan het eind van het seizoen werden de volgende Europese tickets toegewezen:
- Eredivisie #1: groepsfase Champions League
- Eredivisie #2: derde voorronde Champions League
- Eredivisie #3: groepsfase Europa League (ticket van het KNVB Bekertoernooi) 1
- Eredivisie #4: derde voorronde Europa Conference League 1
- Eredivisie play-offs (#5, #6, #7 of #8): tweede voorronde Europa Conference League 1

1 De clubs op de plekken vier tot en met zeven spelen normaliter in de play-offs om één ticket dat recht geeft tot toegang tot de tweede kwalificatieronde van de Europa Conference League. Dat zijn respectievelijk FC Twente, AZ, Vitesse en FC Utrecht. Feyenoord plaatste zich direct voor de groepsfase van de Europa League, omdat PSV de TOTO KNVB Beker heeft gewonnen, maar heeft zich geplaatst voor de derde voorronde van de Champions League. Het ticket voor de derde voorronde van de Europa Conference League werd doorgeschoven van de derde naar de vierde plaats in de reguliere ranglijst. In dit geval hoefde FC Twente de play-offs niet te spelen en daarom kreeg ook de nummer acht (sc Heerenveen) een ticket voor de play-offs.

### Wedstrijdschema
|  | halve finales 19 en 22 mei | halve finales 19 en 22 mei | halve finales 19 en 22 mei | halve finales 19 en 22 mei | halve finales 19 en 22 mei |   |               | finale 26 en 29 mei | finale 26 en 29 mei | finale 26 en 29 mei | finale 26 en 29 mei | finale 26 en 29 mei |
|  |                            |                            |                            |                            |                            |   |               |                     |                     |                     |                     |                     |
|  | ERE7                       | FC Utrecht                 | 3                          | 0                          | 3                          |   |               |                     |                     |                     |                     |                     |
|  | ERE6                       | Vitesse (w.n.v.)           | 1                          | 3                          | 4                          |   |               |                     |                     |                     |                     |                     |
|  | ERE6                       | Vitesse (w.n.v.)           | 1                          | 3                          | 4                          |   | B             | Vitesse             | 2                   | 1                   | 3                   |                     |
|  |                            |                            |                            |                            |                            |   | B             | Vitesse             | 2                   | 1                   | 3                   |                     |
|  |                            | A                          | AZ                         | 1                          | 6                          | 7 |               |                     |                     |                     |                     |                     |
|  | ERE8                       | A                          | AZ                         | 1                          | 6                          | 7 | sc Heerenveen | 3                   | 0                   | 3                   |                     |                     |
|  | ERE8                       |                            |                            |                            |                            |   | sc Heerenveen | 3                   | 0                   | 3                   |                     |                     |
|  | ERE5                       | AZ                         | 2                          | 2                          | 4                          |   |               |                     |                     |                     |                     |                     |

### Halve finales

#### Wedstrijd A
|                                     |                                            |         |                        | |
| Wedstrijd 1/2 19 mei 2022 18:45 uur | sc Heerenveen                              | 3 – 2   | AZ                     | Stadion: Abe Lenstra Stadion, Heerenveen Toeschouwers: 15.765 Scheidsrechter: Manschot Video-assistent: Van de Graaf |
| Wedstrijd 1/2 19 mei 2022 18:45 uur | Van Hooijdonk 58' Sarr 90' Halilović 90+5' | Verslag | 59' Evjen 65' Pavlidis | Stadion: Abe Lenstra Stadion, Heerenveen Toeschouwers: 15.765 Scheidsrechter: Manschot Video-assistent: Van de Graaf |
| Wedstrijd 1/2 19 mei 2022 18:45 uur |                                            |         |                        | Stadion: Abe Lenstra Stadion, Heerenveen Toeschouwers: 15.765 Scheidsrechter: Manschot Video-assistent: Van de Graaf |
| Wedstrijd 1/2 19 mei 2022 18:45 uur |                                            |         |                        | Stadion: Abe Lenstra Stadion, Heerenveen Toeschouwers: 15.765 Scheidsrechter: Manschot Video-assistent: Van de Graaf |
|                                     |                                            |         |                        | |

|                                     |                         |         |               | |
| Wedstrijd 2/2 22 mei 2022 14:30 uur | AZ                      | 2 – 0   | sc Heerenveen | Stadion: AFAS Stadion, Alkmaar Toeschouwers: 11.521 Scheidsrechter: Makkelie Video-assistent: Van den Kerkhof |
| Wedstrijd 2/2 22 mei 2022 14:30 uur | De Wit 5' Aboukhlal 88' | Verslag |               | Stadion: AFAS Stadion, Alkmaar Toeschouwers: 11.521 Scheidsrechter: Makkelie Video-assistent: Van den Kerkhof |
| Wedstrijd 2/2 22 mei 2022 14:30 uur |                         |         |               | Stadion: AFAS Stadion, Alkmaar Toeschouwers: 11.521 Scheidsrechter: Makkelie Video-assistent: Van den Kerkhof |
| Wedstrijd 2/2 22 mei 2022 14:30 uur |                         |         |               | Stadion: AFAS Stadion, Alkmaar Toeschouwers: 11.521 Scheidsrechter: Makkelie Video-assistent: Van den Kerkhof |
|                                     |                         |         |               | |

#### Wedstrijd B
|                                     |                                                   |         |            | |
| Wedstrijd 1/2 19 mei 2022 21:00 uur | FC Utrecht                                        | 3 – 1   | Vitesse    | Stadion: Stadion Galgenwaard, Utrecht Toeschouwers: 17.524 Scheidsrechter: Higler Video-assistent: Van der Eijk |
| Wedstrijd 1/2 19 mei 2022 21:00 uur | Janssen 3' Van de Streek 21' Gustafson 81' (pen.) | Verslag | 85' Vroegh | Stadion: Stadion Galgenwaard, Utrecht Toeschouwers: 17.524 Scheidsrechter: Higler Video-assistent: Van der Eijk |
| Wedstrijd 1/2 19 mei 2022 21:00 uur |                                                   |         |            | Stadion: Stadion Galgenwaard, Utrecht Toeschouwers: 17.524 Scheidsrechter: Higler Video-assistent: Van der Eijk |
| Wedstrijd 1/2 19 mei 2022 21:00 uur |                                                   |         |            | Stadion: Stadion Galgenwaard, Utrecht Toeschouwers: 17.524 Scheidsrechter: Higler Video-assistent: Van der Eijk |
|                                     |                                                   |         |            | |

|                                     |                                                         |              |            | |
| Wedstrijd 2/2 22 mei 2022 18:00 uur | Vitesse                                                 | 3 – 0 (n.v.) | FC Utrecht | Stadion: GelreDome, Arnhem Toeschouwers: 13.675 Scheidsrechter: Lindhout Video-assistent: Kamphuis |
| Wedstrijd 2/2 22 mei 2022 18:00 uur | Manhoef 39' Tronstad 52' Frederiksen 93' 120+1', 120+3' | Verslag      |            | Stadion: GelreDome, Arnhem Toeschouwers: 13.675 Scheidsrechter: Lindhout Video-assistent: Kamphuis |
| Wedstrijd 2/2 22 mei 2022 18:00 uur |                                                         |              |            | Stadion: GelreDome, Arnhem Toeschouwers: 13.675 Scheidsrechter: Lindhout Video-assistent: Kamphuis |
| Wedstrijd 2/2 22 mei 2022 18:00 uur |                                                         |              |            | Stadion: GelreDome, Arnhem Toeschouwers: 13.675 Scheidsrechter: Lindhout Video-assistent: Kamphuis |
|                                     |                                                         |              |            | |

### Finale

#### Wedstrijd C
|                                     |                        |         |            | |
| Wedstrijd 1/2 26 mei 2022 20:00 uur | Vitesse                | 2 – 1   | AZ         | Stadion: GelreDome, Arnhem Toeschouwers: 17.547 Scheidsrechter: Van Boekel Video-assistent: Lindhout |
| Wedstrijd 1/2 26 mei 2022 20:00 uur | Buitink 22' Openda 86' | Verslag | 59' Clasie | Stadion: GelreDome, Arnhem Toeschouwers: 17.547 Scheidsrechter: Van Boekel Video-assistent: Lindhout |
| Wedstrijd 1/2 26 mei 2022 20:00 uur |                        |         |            | Stadion: GelreDome, Arnhem Toeschouwers: 17.547 Scheidsrechter: Van Boekel Video-assistent: Lindhout |
| Wedstrijd 1/2 26 mei 2022 20:00 uur |                        |         |            | Stadion: GelreDome, Arnhem Toeschouwers: 17.547 Scheidsrechter: Van Boekel Video-assistent: Lindhout |
|                                     |                        |         |            | |

|                                                                                  |                                                             |         |            | |
| Wedstrijd 2/2 29 mei 2022 14:30 uur                                              | AZ                                                          | 6 – 1   | Vitesse    | Stadion: AFAS Stadion, Alkmaar Toeschouwers: 15.222 Scheidsrechter: Nijhuis Video-assistent: Manschot |
| Wedstrijd 2/2 29 mei 2022 14:30 uur                                              | Pavlidis 3' Reijnders 13', 52' De Wit 41' Karlsson 75', 89' | Verslag | 78' Bazoer | Stadion: AFAS Stadion, Alkmaar Toeschouwers: 15.222 Scheidsrechter: Nijhuis Video-assistent: Manschot |
| Wedstrijd 2/2 29 mei 2022 14:30 uur                                              |                                                             |         |            | Stadion: AFAS Stadion, Alkmaar Toeschouwers: 15.222 Scheidsrechter: Nijhuis Video-assistent: Manschot |
| Wedstrijd 2/2 29 mei 2022 14:30 uur                                              |                                                             |         |            | Stadion: AFAS Stadion, Alkmaar Toeschouwers: 15.222 Scheidsrechter: Nijhuis Video-assistent: Manschot |
| Bijz.: AZ plaatst zich voor de tweede voorronde van de Europa Conference League. |                                                             |         |            | |

## Play-offs om promotie/degradatie Eredivisie/Eerste divisie
In de periode van 9 tot en met 29 mei werden de play-offs om promotie/degradatie tussen de Eerste divisie en de Eredivisie gespeeld. De play-offs werden gespeeld door de nummer 16 van de Eredivisie 2021/22, aangevuld met zes clubs uit de Eerste divisie 2021/22. De nummer 17 en nummer 18 van de Eredivisie degradeerden direct. De kampioen en nummer 2 van de Eerste divisie promoveerden direct.
Van de zes clubs uit de Eerste divisie 2021/22 kregen vier teams het recht tot deelname aan de play-offs op grond van de resultaten in de perioden. Dit waren:
- Periode 1: ADO Den Haag
- Periode 2: Excelsior
- Periode 3: FC Emmen
- Periode 4: FC Emmen (Het play-offticket werd gegeven aan Roda JC Kerkrade, omdat FC Emmen al de derde periode had gewonnen)

FC Emmen (kampioen) en FC Volendam (nummer 2) promoveerden direct naar de Eredivisie, daardoor werd de play-off tickets doorgeschoven naar de eerst volgende hoogst geklasseerde club (die het recht tot deelname aan de play-offs nog niet heeft verkregen) in de reguliere eindstand.
De deelnemende clubs voor de eerste ronde waren zes clubs uit de Eerste divisie en dat waren: FC Eindhoven (ED3), ADO Den Haag (ED4), Roda JC Kerkrade (ED5), Excelsior (ED6), NAC Breda (ED8) en De Graafschap (ED9).
De deelnemende club voor de halve finales was de nummer 16 van de Eredivisie en dat was: Heracles Almelo (ERE16).
De clubs uit de Eerste divisie kregen een classificatie mee op basis van de eindstand van de ranglijst. Zo was de club die derde eindigt aangeduid met ED3 en tot en met ED9 voor de clubs op de plaatsen tot en met 9. Op plaats 7 stond Jong Ajax, maar dat was uitgesloten van de play-offs.

### Wedstrijdschema
|  | eerste ronde 9/10 en 13/14 mei | eerste ronde 9/10 en 13/14 mei | eerste ronde 9/10 en 13/14 mei | eerste ronde 9/10 en 13/14 mei | eerste ronde 9/10 en 13/14 mei |   |   | halve finales 17/18 en 21 mei | halve finales 17/18 en 21 mei | halve finales 17/18 en 21 mei | halve finales 17/18 en 21 mei | halve finales 17/18 en 21 mei |  |  | finale 24 en 29 mei | finale 24 en 29 mei | finale 24 en 29 mei | finale 24 en 29 mei | finale 24 en 29 mei |
|  |                                |                                |                                |                                |                                |   |   |                               |                               |                               |                               |                               |  |  |                     |                     |                     |                     |                     |
|  | ED6                            | Excelsior (w.n.v.)             | 2                              | 2                              | 4                              |   |   |                               |                               |                               |                               |                               |  |  |                     |                     |                     |                     |                     |
|  | ED5                            | Roda JC Kerkrade               | 2                              | 0                              | 2                              |   |   |                               |                               |                               |                               |                               |  |  |                     |                     |                     |                     |                     |
|  | ED5                            | Roda JC Kerkrade               | 2                              | 0                              | 2                              |   | C | Excelsior                     | 3                             | 3                             | 6                             |                               |  |  |                     |                     |                     |                     |                     |
|  |                                |                                |                                |                                |                                |   | C | Excelsior                     | 3                             | 3                             | 6                             |                               |  |  |                     |                     |                     |                     |                     |
|  |                                |                                | ERE16                          | Heracles Almelo                | 0                              | 1 | 1 |                               |                               |                               |                               |                               |  |  |                     |                     |                     |                     |                     |
|  |                                |                                | ERE16                          | Heracles Almelo                | 0                              | 1 | 1 |                               |                               |                               |                               |                               |  |  |                     |                     |                     |                     |                     |
|  |                                |                                |                                |                                |                                |   |   |                               |                               |                               |                               |                               |  |  |                     |                     |                     |                     |                     |
|  |                                |                                |                                |                                |                                |   |   |                               |                               |                               |                               |                               |  |  |                     |                     |                     |                     |                     |
|  |                                |                                |                                |                                |                                |   |   | E                             | Excelsior (w.n.s. 7 – 8)      | 1                             | 4                             | 5                             |  |  |                     |                     |                     |                     |                     |
|  |                                |                                |                                |                                |                                |   |   |                               |                               |                               |                               |                               |  |  |                     |                     |                     |                     |                     |
|  |                                | D                              | ADO Den Haag                   | 1                              | 4                              | 5 |   |                               |                               |                               |                               |                               |  |  |                     |                     |                     |                     |                     |
|  | ED8                            | NAC Breda                      | 1                              | 1                              | 2                              |   |   |                               |                               |                               |                               |                               |  |  |                     |                     |                     |                     |                     |
|  | ED8                            | NAC Breda                      | 1                              | 1                              | 2                              |   |   |                               |                               |                               |                               |                               |  |  |                     |                     |                     |                     |                     |
|  | ED4                            | ADO Den Haag                   | 2                              | 2                              | 4                              |   |   |                               |                               |                               |                               |                               |  |  |                     |                     |                     |                     |                     |
|  | ED4                            | ADO Den Haag                   | 2                              | 2                              | 4                              |   | B | ADO Den Haag                  | 2                             | 2                             | 4                             |                               |  |  |                     |                     |                     |                     |                     |
|  |                                |                                |                                |                                |                                |   | B | ADO Den Haag                  | 2                             | 2                             | 4                             |                               |  |  |                     |                     |                     |                     |                     |
|  |                                |                                | A                              | FC Eindhoven                   | 1                              | 1 | 2 |                               |                               |                               |                               |                               |  |  |                     |                     |                     |                     |                     |
|  | ED9                            | De Graafschap                  | A                              | FC Eindhoven                   | 1                              | 1 | 2 | 1                             | 1                             | 2                             |                               |                               |  |  |                     |                     |                     |                     |                     |
|  | ED9                            | De Graafschap                  |                                |                                |                                |   |   | 1                             | 1                             | 2                             |                               |                               |  |  |                     |                     |                     |                     |                     |
|  | ED3                            | FC Eindhoven                   | 1                              | 3                              | 4                              |   |   |                               |                               |                               |                               |                               |  |  |                     |                     |                     |                     |                     |

### Eerste ronde

#### Wedstrijd A
|                                    |                        |         |                     |                                                                             |
| Wedstrijd 1/2 9 mei 2022 20:00 uur | De Graafschap          | 1 – 1   | FC Eindhoven        | Stadion: De Vijverberg, Doetinchem Toeschouwers: 10.022 Scheidsrechter: Bos |
| Wedstrijd 1/2 9 mei 2022 20:00 uur | Gravenberch 73' (pen.) | Verslag | 12' (pen.) Sleegers | Stadion: De Vijverberg, Doetinchem Toeschouwers: 10.022 Scheidsrechter: Bos |
| Wedstrijd 1/2 9 mei 2022 20:00 uur |                        |         |                     | Stadion: De Vijverberg, Doetinchem Toeschouwers: 10.022 Scheidsrechter: Bos |
| Wedstrijd 1/2 9 mei 2022 20:00 uur |                        |         |                     | Stadion: De Vijverberg, Doetinchem Toeschouwers: 10.022 Scheidsrechter: Bos |
|                                    |                        |         |                     |                                                                             |

|                                                   |                                  |         |               |                                                                                          |
| Wedstrijd 2/2 13 mei 2022 20:00 uur               | FC Eindhoven                     | 3 – 1   | De Graafschap | Stadion: Jan Louwers Stadion, Eindhoven Toeschouwers: 4.200 Scheidsrechter: Van der Laan |
| Wedstrijd 2/2 13 mei 2022 20:00 uur               | Ogenia 10' Brym 22' Sleegers 24' | Verslag | 16' Kaandorp  | Stadion: Jan Louwers Stadion, Eindhoven Toeschouwers: 4.200 Scheidsrechter: Van der Laan |
| Wedstrijd 2/2 13 mei 2022 20:00 uur               |                                  |         |               | Stadion: Jan Louwers Stadion, Eindhoven Toeschouwers: 4.200 Scheidsrechter: Van der Laan |
| Wedstrijd 2/2 13 mei 2022 20:00 uur               |                                  |         |               | Stadion: Jan Louwers Stadion, Eindhoven Toeschouwers: 4.200 Scheidsrechter: Van der Laan |
| Bijz.: De Graafschap blijft in de Eerste divisie. |                                  |         |               |                                                                                          |

#### Wedstrijd B
|                                     |           |         |                              |                                                                                       |
| Wedstrijd 1/2 10 mei 2022 18:45 uur | NAC Breda | 1 – 2   | ADO Den Haag                 | Stadion: Rat Verlegh Stadion, Breda Toeschouwers: 16.728 Scheidsrechter: Van de Graaf |
| Wedstrijd 1/2 10 mei 2022 18:45 uur | Maria 74' | Verslag | 35' Steijn 90+3' Komljenović | Stadion: Rat Verlegh Stadion, Breda Toeschouwers: 16.728 Scheidsrechter: Van de Graaf |
| Wedstrijd 1/2 10 mei 2022 18:45 uur |           |         |                              | Stadion: Rat Verlegh Stadion, Breda Toeschouwers: 16.728 Scheidsrechter: Van de Graaf |
| Wedstrijd 1/2 10 mei 2022 18:45 uur |           |         |                              | Stadion: Rat Verlegh Stadion, Breda Toeschouwers: 16.728 Scheidsrechter: Van de Graaf |
|                                     |           |         |                              |                                                                                       |

|                                               |                                  |         |               |                                                                                     |
| Wedstrijd 2/2 14 mei 2022 16:30 uur           | ADO Den Haag                     | 2 – 1   | NAC Breda     | Stadion: Cars Jeans Stadion, Den Haag Toeschouwers: 10.379 Scheidsrechter: Lindhout |
| Wedstrijd 2/2 14 mei 2022 16:30 uur           | Malone 76' (e.d.) Moreo Klas 79' | Verslag | 90+3' Banzuzi | Stadion: Cars Jeans Stadion, Den Haag Toeschouwers: 10.379 Scheidsrechter: Lindhout |
| Wedstrijd 2/2 14 mei 2022 16:30 uur           |                                  |         |               | Stadion: Cars Jeans Stadion, Den Haag Toeschouwers: 10.379 Scheidsrechter: Lindhout |
| Wedstrijd 2/2 14 mei 2022 16:30 uur           |                                  |         |               | Stadion: Cars Jeans Stadion, Den Haag Toeschouwers: 10.379 Scheidsrechter: Lindhout |
| Bijz.: NAC Breda blijft in de Eerste divisie. |                                  |         |               |                                                                                     |

#### Wedstrijd C
|                                     |                                 |         |                     |                                                                                              |
| Wedstrijd 1/2 10 mei 2022 21:00 uur | Excelsior                       | 2 – 2   | Roda JC Kerkrade    | Stadion: Van Donge & De Roo Stadion, Rotterdam Toeschouwers: 3.178 Scheidsrechter: Dieperink |
| Wedstrijd 1/2 10 mei 2022 21:00 uur | Goudmijn 9' Dallinga 42' (pen.) | Verslag | 67' Vente 68' Marzo | Stadion: Van Donge & De Roo Stadion, Rotterdam Toeschouwers: 3.178 Scheidsrechter: Dieperink |
| Wedstrijd 1/2 10 mei 2022 21:00 uur |                                 |         |                     | Stadion: Van Donge & De Roo Stadion, Rotterdam Toeschouwers: 3.178 Scheidsrechter: Dieperink |
| Wedstrijd 1/2 10 mei 2022 21:00 uur |                                 |         |                     | Stadion: Van Donge & De Roo Stadion, Rotterdam Toeschouwers: 3.178 Scheidsrechter: Dieperink |
|                                     |                                 |         |                     |                                                                                              |

|                                                      |                  |              |                                |                                                                                           |
| Wedstrijd 2/2 14 mei 2022 20:00 uur                  | Roda JC Kerkrade | 0 – 2 (n.v.) | Excelsior                      | Stadion: Parkstad Limburg Stadion, Kerkrade Toeschouwers: 14.763 Scheidsrechter: Kamphuis |
| Wedstrijd 2/2 14 mei 2022 20:00 uur                  |                  | Verslag      | 95' Driouech 120+3' Agrafiotis | Stadion: Parkstad Limburg Stadion, Kerkrade Toeschouwers: 14.763 Scheidsrechter: Kamphuis |
| Wedstrijd 2/2 14 mei 2022 20:00 uur                  |                  |              |                                | Stadion: Parkstad Limburg Stadion, Kerkrade Toeschouwers: 14.763 Scheidsrechter: Kamphuis |
| Wedstrijd 2/2 14 mei 2022 20:00 uur                  |                  |              |                                | Stadion: Parkstad Limburg Stadion, Kerkrade Toeschouwers: 14.763 Scheidsrechter: Kamphuis |
| Bijz.: Roda JC Kerkrade blijft in de Eerste divisie. |                  |              |                                |                                                                                           |

### Halve finales

#### Wedstrijd D
|                                     |                             |         |                     | |
| Wedstrijd 1/2 17 mei 2022 20:00 uur | ADO Den Haag                | 2 – 1   | FC Eindhoven        | Stadion: Cars Jeans Stadion, Den Haag Toeschouwers: 10.475 Scheidsrechter: Kamphuis Video-assistent: Gerrets |
| Wedstrijd 1/2 17 mei 2022 20:00 uur | Moreo Klas 15' Verheydt 28' | Verslag | 74' (pen.) Sleegers | Stadion: Cars Jeans Stadion, Den Haag Toeschouwers: 10.475 Scheidsrechter: Kamphuis Video-assistent: Gerrets |
| Wedstrijd 1/2 17 mei 2022 20:00 uur |                             |         |                     | Stadion: Cars Jeans Stadion, Den Haag Toeschouwers: 10.475 Scheidsrechter: Kamphuis Video-assistent: Gerrets |
| Wedstrijd 1/2 17 mei 2022 20:00 uur |                             |         |                     | Stadion: Cars Jeans Stadion, Den Haag Toeschouwers: 10.475 Scheidsrechter: Kamphuis Video-assistent: Gerrets |
|                                     |                             |         |                     | |

|                                                  |              |         |                                 | |
| Wedstrijd 2/2 21 mei 2022 16:30 uur              | FC Eindhoven | 1 – 2   | ADO Den Haag                    | Stadion: Jan Louwers Stadion, Eindhoven Toeschouwers: 4.200 Scheidsrechter: Nijhuis Video-assistent: Oostrom |
| Wedstrijd 2/2 21 mei 2022 16:30 uur              | Amevor 89'   | Verslag | 16' Verheydt 26' (e.d.) Seedorf | Stadion: Jan Louwers Stadion, Eindhoven Toeschouwers: 4.200 Scheidsrechter: Nijhuis Video-assistent: Oostrom |
| Wedstrijd 2/2 21 mei 2022 16:30 uur              |              |         |                                 | Stadion: Jan Louwers Stadion, Eindhoven Toeschouwers: 4.200 Scheidsrechter: Nijhuis Video-assistent: Oostrom |
| Wedstrijd 2/2 21 mei 2022 16:30 uur              |              |         |                                 | Stadion: Jan Louwers Stadion, Eindhoven Toeschouwers: 4.200 Scheidsrechter: Nijhuis Video-assistent: Oostrom |
| Bijz.: FC Eindhoven blijft in de Eerste divisie. |              |         |                                 | |

#### Wedstrijd E
|                                     |                                       |         |                 | |
| Wedstrijd 1/2 18 mei 2022 18:45 uur | Excelsior                             | 3 – 0   | Heracles Almelo | Stadion: Van Donge & De Roo Stadion, Rotterdam Toeschouwers: 4.400 Scheidsrechter: Van den Kerkhof Video-assistent: Higler |
| Wedstrijd 1/2 18 mei 2022 18:45 uur | Azarkan 21' Dallinga 74' Driouech 85' | Verslag |                 | Stadion: Van Donge & De Roo Stadion, Rotterdam Toeschouwers: 4.400 Scheidsrechter: Van den Kerkhof Video-assistent: Higler |
| Wedstrijd 1/2 18 mei 2022 18:45 uur |                                       |         |                 | Stadion: Van Donge & De Roo Stadion, Rotterdam Toeschouwers: 4.400 Scheidsrechter: Van den Kerkhof Video-assistent: Higler |
| Wedstrijd 1/2 18 mei 2022 18:45 uur |                                       |         |                 | Stadion: Van Donge & De Roo Stadion, Rotterdam Toeschouwers: 4.400 Scheidsrechter: Van den Kerkhof Video-assistent: Higler |
|                                     |                                       |         |                 | |

|                                                           |                 |         |                                         | |
| Wedstrijd 2/2 21 mei 2022 20:00 uur                       | Heracles Almelo | 1 – 3   | Excelsior                               | Stadion: Erve Asito, Almelo Toeschouwers: 6.924 Scheidsrechter: Van de Graaf Video-assistent: Ruperti |
| Wedstrijd 2/2 21 mei 2022 20:00 uur                       | Bakış 28'       | Verslag | 47' Dallinga 63' Wieffer 83' Agrafiotis | Stadion: Erve Asito, Almelo Toeschouwers: 6.924 Scheidsrechter: Van de Graaf Video-assistent: Ruperti |
| Wedstrijd 2/2 21 mei 2022 20:00 uur                       |                 |         |                                         | Stadion: Erve Asito, Almelo Toeschouwers: 6.924 Scheidsrechter: Van de Graaf Video-assistent: Ruperti |
| Wedstrijd 2/2 21 mei 2022 20:00 uur                       |                 |         |                                         | Stadion: Erve Asito, Almelo Toeschouwers: 6.924 Scheidsrechter: Van de Graaf Video-assistent: Ruperti |
| Bijz.: Heracles Almelo degradeert naar de Eerste divisie. |                 |         |                                         | |

### Finale

#### Wedstrijd F
|                                     |             |         |              | |
| Wedstrijd 1/2 24 mei 2022 20:00 uur | Excelsior   | 1 – 1   | ADO Den Haag | Stadion: Van Donge & De Roo Stadion, Rotterdam Toeschouwers: 4.400 Scheidsrechter: Higler Video-assistent: Dieperink |
| Wedstrijd 1/2 24 mei 2022 20:00 uur | Azarkan 47' | Verslag | 90+2' Steijn | Stadion: Van Donge & De Roo Stadion, Rotterdam Toeschouwers: 4.400 Scheidsrechter: Higler Video-assistent: Dieperink |
| Wedstrijd 1/2 24 mei 2022 20:00 uur |             |         |              | Stadion: Van Donge & De Roo Stadion, Rotterdam Toeschouwers: 4.400 Scheidsrechter: Higler Video-assistent: Dieperink |
| Wedstrijd 1/2 24 mei 2022 20:00 uur |             |         |              | Stadion: Van Donge & De Roo Stadion, Rotterdam Toeschouwers: 4.400 Scheidsrechter: Higler Video-assistent: Dieperink |
|                                     |             |         |              | |

|                                                                                             |                                                                   |                         |                                                                                        | |
| Wedstrijd 2/2 29 mei 2022 18:00 uur                                                         | ADO Den Haag                                                      | 4 – 4 (n.v.) 7 – 8 pen. | Excelsior                                                                              | Stadion: Cars Jeans Stadion, Den Haag Toeschouwers: 15.000 Scheidsrechter: Makkelie Video-assistent: Blom |
| Wedstrijd 2/2 29 mei 2022 18:00 uur                                                         | Verheydt 34' Pires 41' Steijn 47' Asante 65', 69' Komljenović 97' | Verslag                 | 78' Azarkan 83' Niemeijer 90+2' Chacón 90+3' Dallinga 108' El Yaakoubi                 | Stadion: Cars Jeans Stadion, Den Haag Toeschouwers: 15.000 Scheidsrechter: Makkelie Video-assistent: Blom |
| Wedstrijd 2/2 29 mei 2022 18:00 uur                                                         | Strafschoppen                                                     |                         |                                                                                        | Stadion: Cars Jeans Stadion, Den Haag Toeschouwers: 15.000 Scheidsrechter: Makkelie Video-assistent: Blom |
| Wedstrijd 2/2 29 mei 2022 18:00 uur                                                         | Kemper Matthys Klas Komljenović Pires Puclin Ćatić Esajas Amofa   |                         | El Yaakoubi Baas Eyongo Nieuwpoort Driouech Ormonde-Ottewill Admiraal Wieffer Horemans | Stadion: Cars Jeans Stadion, Den Haag Toeschouwers: 15.000 Scheidsrechter: Makkelie Video-assistent: Blom |
| Bijz.: Excelsior promoveert naar de Eredivisie en ADO Den Haag blijft in de Eerste divisie. |                                                                   |                         |                                                                                        | |

## Play-offs om promotie/degradatie Tweede/Derde divisie
In de play-offs om promotie en degradatie tussen de Tweede en Derde divisie, ging het tussen de nummers 14 en 15 (van de in totaal 16 eerste elftallen) uit de Tweede divisie en de 6 (plaatsvervangende) periodekampioenen uit de Derde divisie zaterdag en zondag.
Bij deze play-offs werden drie ronden gespeeld, ieder over twee wedstrijden. Wanneer de twee wedstrijden samen op een gelijkspel zouden uitkomen, werd er verlengd, ongeacht of een ploeg meer uitdoelpunten heeft gescoord dan de ander. Indien er na 2x15 minuten geen winnaar bekend was, werden er strafschoppen genomen.
Daarnaast speelden twee beloftenelftallen om promotie en degradatie tussen de Tweede divisie en Onder 21 competitie.
|  | eerste ronde 8, 9 en 11 juni | eerste ronde 8, 9 en 11 juni | eerste ronde 8, 9 en 11 juni | eerste ronde 8, 9 en 11 juni |   |                | tweede ronde 15 en 18 juni | tweede ronde 15 en 18 juni | tweede ronde 15 en 18 juni | tweede ronde 15 en 18 juni |  |               | derde ronde 22 en 25 juni | derde ronde 22 en 25 juni | derde ronde 22 en 25 juni | derde ronde 22 en 25 juni |
|  |                              |                              |                              |                              |   |                |                            |                            |                            |                            |  |               |                           |                           |                           |                           |
|  | DVS '33 Ermelo               | 5                            | 1                            | 6                            |   |                |                            |                            |                            |                            |  |               |                           |                           |                           |                           |
|  | USV Hercules                 | 2                            | 1                            | 3                            |   |                |                            |                            |                            |                            |  |               |                           |                           |                           |                           |
|  | USV Hercules                 | 2                            | 1                            | 3                            |   | DVS '33 Ermelo | 1                          | 1                          | 2                          |                            |  |               |                           |                           |                           |                           |
|  |                              |                              |                              |                              |   | DVS '33 Ermelo | 1                          | 1                          | 2                          |                            |  |               |                           |                           |                           |                           |
|  |                              | Kozakken Boys                | 1                            | 2                            | 3 |                |                            |                            |                            |                            |  |               |                           |                           |                           |                           |
|  | Sportlust '46                | Kozakken Boys                | 1                            | 2                            | 3 | 0              | 1                          | 1                          |                            |                            |  |               |                           |                           |                           |                           |
|  | Sportlust '46                |                              |                              |                              |   | 0              | 1                          | 1                          |                            |                            |  |               |                           |                           |                           |                           |
|  | Kozakken Boys                | 0                            | 4                            | 4                            |   |                |                            |                            |                            |                            |  |               |                           |                           |                           |                           |
|  | Kozakken Boys                | 0                            | 4                            | 4                            |   |                |                            |                            |                            |                            |  | Kozakken Boys | 3                         | 4                         | 7                         |                           |
|  |                              |                              |                              |                              |   |                |                            |                            |                            |                            |  | Kozakken Boys | 3                         | 4                         | 7                         |                           |
|  |                              | GVVV                         | 1                            | 1                            | 2 |                |                            |                            |                            |                            |  |               |                           |                           |                           |                           |
|  | HSC '21                      | GVVV                         | 1                            | 1                            | 2 | 1              | 2                          | 3                          |                            |                            |  |               |                           |                           |                           |                           |
|  | HSC '21                      |                              |                              |                              |   | 1              | 2                          | 3                          |                            |                            |  |               |                           |                           |                           |                           |
|  | Sparta Nijkerk               | 0                            | 1                            | 1                            |   |                |                            |                            |                            |                            |  |               |                           |                           |                           |                           |
|  | Sparta Nijkerk               | 0                            | 1                            | 1                            |   | HSC '21        | 1                          | 1                          | 2                          |                            |  |               |                           |                           |                           |                           |
|  |                              |                              |                              |                              |   | HSC '21        | 1                          | 1                          | 2                          |                            |  |               |                           |                           |                           |                           |
|  |                              | GVVV                         | 3                            | 3                            | 6 |                |                            |                            |                            |                            |  |               |                           |                           |                           |                           |
|  | VV Gemert                    | GVVV                         | 3                            | 3                            | 6 | 1              | 0                          | 1                          |                            |                            |  |               |                           |                           |                           |                           |
|  | VV Gemert                    |                              |                              |                              |   | 1              | 0                          | 1                          |                            |                            |  |               |                           |                           |                           |                           |
|  | GVVV                         | 2                            | 2                            | 4                            |   |                |                            |                            |                            |                            |  |               |                           |                           |                           |                           |

| Beslissingsronde voor beloftenelftal 8 en 11 juni |                     |   |   |   |
|                                                   |                     |   |   |   |
| O21                                               | Jong Almere City FC | 1 | 0 | 1 |
| TD                                                | Jong FC Volendam    | 0 | 3 | 3 |

1. ↑  Kozakken Boys blijft in de Tweede divisie.
2. ↑  GVVV is gedegradeerd naar de Derde divisie.
3. ↑  Jong FC Volendam blijft in de Tweede divisie.

## Play-offs om promotie/degradatie Derde divisie/Hoofdklasse (zaterdag)
In de play-offs om promotie en degradatie tussen de Derde divisie zaterdag en de Hoofdklasse zaterdag, ging het tussen de nummers 15 en 16 (van de in totaal 18 elftallen) uit de Derde divisie en de 6 (plaatsvervangende) periodekampioenen uit de twee verschillende Hoofdklasse-competities.
Bij deze play-offs werden twee ronden gespeeld, ieder over twee wedstrijden. Wanneer de twee wedstrijden samen op een gelijkspel zouden uitkomen, werd er verlengd, ongeacht of een ploeg meer uitdoelpunten heeft gescoord dan de ander. Indien er na 2x15 minuten geen winnaar bekend was, werden er strafschoppen genomen.
|  | eerste ronde 7 en 11 juni | eerste ronde 7 en 11 juni | eerste ronde 7 en 11 juni | eerste ronde 7 en 11 juni |   |        | tweede ronde 14 en 18 juni | tweede ronde 14 en 18 juni | tweede ronde 14 en 18 juni | tweede ronde 14 en 18 juni |
|  |                           |                           |                           |                           |   |        |                            |                            |                            |                            |
|  | SV ARC                    | 2                         | 3                         | 5                         |   |        |                            |                            |                            |                            |
|  | ODIN '59                  | 3                         | 1                         | 4                         |   |        |                            |                            |                            |                            |
|  | ODIN '59                  | 3                         | 1                         | 4                         |   | SV ARC | 0                          | 2                          | 2                          |                            |
|  |                           |                           |                           |                           |   | SV ARC | 0                          | 2                          | 2                          |                            |
|  |                           | RKAV Volendam             | 1                         | 2                         | 3 |        |                            |                            |                            |                            |
|  | VV Zwaluwen               | RKAV Volendam             | 1                         | 2                         | 3 | 1      | 1                          | 2                          |                            |                            |
|  | VV Zwaluwen               |                           |                           |                           |   | 1      | 1                          | 2                          |                            |                            |
|  | RKAV Volendam             | 3                         | 3                         | 6                         |   |        |                            |                            |                            |                            |
|  | RKAV Volendam             | 3                         | 3                         | 6                         |   |        |                            |                            |                            |                            |
|  |                           |                           |                           |                           |   |        |                            |                            |                            |                            |
|  |                           |                           |                           |                           |   |        |                            |                            |                            |                            |
|  |                           |                           |                           |                           |   |        |                            |                            |                            |                            |
|  |                           |                           |                           |                           |   |        |                            |                            |                            |                            |
|  | VV Eemdijk                | 2                         | 2                         | 4                         |   |        |                            |                            |                            |                            |
|  | VV Eemdijk                | 2                         | 2                         | 4                         |   |        |                            |                            |                            |                            |
|  | VVOG                      | 2                         | 3                         | 5                         |   |        |                            |                            |                            |                            |
|  | VVOG                      | 2                         | 3                         | 5                         |   | VVOG   | 3                          | 1                          | 4                          |                            |
|  |                           |                           |                           |                           |   | VVOG   | 3                          | 1                          | 4                          |                            |
|  |                           | SC Feyenoord              | 1                         | 0                         | 1 |        |                            |                            |                            |                            |
|  | SC Genemuiden             | SC Feyenoord              | 1                         | 0                         | 1 | 1      | 1                          | 2                          |                            |                            |
|  | SC Genemuiden             |                           |                           |                           |   | 1      | 1                          | 2                          |                            |                            |
|  | SC Feyenoord              | 0                         | 3                         | 3                         |   |        |                            |                            |                            |                            |

1. ↑  ODIN '59 is gedegradeerd naar de Hoofdklasse.
2. ↑  RKAV Volendam is gepromoveerd naar de Derde divisie.
3. ↑  VVOG blijft in de Derde divisie.

## Play-offs om promotie/degradatie Derde divisie/Hoofdklasse (zondag)
In de play-offs om promotie en degradatie tussen de Derde divisie zondag en de Hoofdklasse zondag, ging het tussen de nummers 15 en 16 (van de in totaal 18 elftallen) uit de Derde divisie en de 6 (plaatsvervangende) periodekampioenen uit de twee verschillende Hoofdklasse-competities.
Bij deze play-offs werden twee ronden gespeeld, ieder over twee wedstrijden. Wanneer de twee wedstrijden samen op een gelijkspel zouden uitkomen, werd er verlengd, ongeacht of een ploeg meer uitdoelpunten heeft gescoord dan de ander. Indien er na 2x15 minuten geen winnaar bekend was, werden er strafschoppen genomen.
|  | eerste ronde 9 en 12 juni | eerste ronde 9 en 12 juni | eerste ronde 9 en 12 juni | eerste ronde 9 en 12 juni |   |             | tweede ronde 16 en 19 juni | tweede ronde 16 en 19 juni | tweede ronde 16 en 19 juni | tweede ronde 16 en 19 juni |
|  |                           |                           |                           |                           |   |             |                            |                            |                            |                            |
|  | VV Hoogeveen              | 0                         | 2                         | 2                         |   |             |                            |                            |                            |                            |
|  | VV Hoogland               | 0                         | 5                         | 5                         |   |             |                            |                            |                            |                            |
|  | VV Hoogland               | 0                         | 5                         | 5                         |   | VV Hoogland | 2                          | 2                          | 4                          |                            |
|  |                           |                           |                           |                           |   | VV Hoogland | 2                          | 2                          | 4                          |                            |
|  |                           | OJC Rosmalen              | 1                         | 4                         | 5 |             |                            |                            |                            |                            |
|  | VV SJC                    | OJC Rosmalen              | 1                         | 4                         | 5 | 0           | 0                          | 0                          |                            |                            |
|  | VV SJC                    |                           |                           |                           |   | 0           | 0                          | 0                          |                            |                            |
|  | OJC Rosmalen              | 5                         | 2                         | 7                         |   |             |                            |                            |                            |                            |
|  | OJC Rosmalen              | 5                         | 2                         | 7                         |   |             |                            |                            |                            |                            |
|  |                           |                           |                           |                           |   |             |                            |                            |                            |                            |
|  |                           |                           |                           |                           |   |             |                            |                            |                            |                            |
|  |                           |                           |                           |                           |   |             |                            |                            |                            |                            |
|  |                           |                           |                           |                           |   |             |                            |                            |                            |                            |
|  | SV Orion (w.n.v.)         | 1                         | 3                         | 4                         |   |             |                            |                            |                            |                            |
|  | SV Orion (w.n.v.)         | 1                         | 3                         | 4                         |   |             |                            |                            |                            |                            |
|  | HBS-Craeyenhout           | 1                         | 2                         | 3                         |   |             |                            |                            |                            |                            |
|  | HBS-Craeyenhout           | 1                         | 2                         | 3                         |   | SV Orion    | 3                          | 1                          | 4                          |                            |
|  |                           |                           |                           |                           |   | SV Orion    | 3                          | 1                          | 4                          |                            |
|  |                           | UDI '19 (w.n.s. 3 – 4)    | 2                         | 2                         | 4 |             |                            |                            |                            |                            |
|  | UDI '19                   | UDI '19 (w.n.s. 3 – 4)    | 2                         | 2                         | 4 | 2           | 2                          | 4                          |                            |                            |
|  | UDI '19                   |                           |                           |                           |   | 2           | 2                          | 4                          |                            |                            |
|  | EVV                       | 0                         | 1                         | 1                         |   |             |                            |                            |                            |                            |

1. ↑  VV Hoogland is gedegradeerd naar de Hoofdklasse.
2. ↑  OJC Rosmalen is gepromoveerd naar de Derde divisie.
3. ↑  UDI '19 is gepromoveerd naar de Derde divisie.
4. ↑  EVV is gedegradeerd naar de Hoofdklasse.